# Dan Sperber
Pour les articles homonymes, voir Sperber.
Dan Sperber (né en 1942) est un anthropologue, linguiste et chercheur en sciences cognitives français. Il est directeur de recherche émérite à l'institut Jean-Nicod, CNRS et professeur aux départements de Sciences cognitives et de philosophie de la Central European University à Budapest. 
Il est connu, entre autres, pour son travail sur la pragmatique et en particulier sur la théorie de la pertinence, développée en collaboration avec la linguiste britannique Deirdre Wilson, mais également pour sa théorie de l'épidémiologie des représentations. Au début des années 1970, Sperber fut l'un des critiques du structuralisme français en anthropologie. Son travail sur le symbolisme prit un tournant cognitiviste : Sperber met en évidence le rôle de la cognition dans les phénomènes culturels, particulièrement sur les contraintes cognitives qui rendent possible la distribution des représentations culturelles au sein d'une population. Plus généralement, il défend une conception naturaliste de la culture. 
En 2009, Dan Sperber a été le premier lauréat du Prix Claude Lévi-Strauss, qui récompense chaque année le meilleur chercheur en sciences sociales travaillant en France.
Dan Sperber est le fils de l'écrivain Manès Sperber.

## Principales publications
- Le Structuralisme en anthropologie (Paris, Seuil 1968/1973)
- Le Symbolisme en général (Hermann 1974)
- Le Savoir des anthropologues (Hermann 1982)
- La Pertinence. Communication et cognition, avec Deirdre Wilson (Minuit 1989 - seconde édition révisée en anglais : Relevance: Communication and Cognition Second Edition, Blackwell 1995)
- La Contagion des Idées : théorie naturaliste de la culture (Odile Jacob 1996)
- Meaning and Relevance, avec Deirdre Wilson (Cambridge University Press 2012)
- The Enigma of Reason, avec Hugo Mercier,  (Harvard University Press, 2017)
- L'Énigme de la raison, avec Hugo Mercier (Odile Jacob, 2021)

## Prix et médailles
- Prix Claude-Lévi-Strauss 2009 (Académie des Sciences Morales et Politiques, Paris – First laureate)
- Mind and Brain Prize 2009 (Università degli studi di Torino)
- Médaille d’argent, CNRS, 2002
- Rivers Memorial Medal, Royal Anthropological Institute, London, 1991.